# Prestbury (Gloucestershire)
Pour les articles homonymes, voir Prestbury.
Prestbury est une paroisse civile et un village du Gloucestershire, en Angleterre.